# Краснодар (футбольний клуб)
«Краснодар» — російський футбольний клуб з однойменного міста. Виступає у Прем'єр-лізі чемпіонату Росії. Заснований у 2008 році.

## Історія
Професійний статус з 22 лютого 2008 року. Ініціатором створення та власником клубу є Сергій Галицький. У лютому 2009 року «Краснодар» успішно пройшов ліцензування ПФЛ, отримав професійний статус та право виступати у другому дивізіоні.
У грудні 2010 року керіництво «Краснодару» підписало контракт з відомим сербським тренером Славолюбом Мусліним. У січні 2011 року клуб підсилився гравцями, які вже мали досвід виступів у РПЛ. А 25 січня клуб офіційно зайняв місце у Прем'єр-лізі замість «Сатурна», який відмовився від виступів у вищому дивізіоні. Так за 3 роки клуб подолав шлях від створення до виходу у Прем'єр-лігу.

## Склад команди
Станом на 27 квітня 2025
| №  | Поз. | Нац.       | Гравець           |
| -- | ---- | ---------- | ----------------- |
| 1  | ВР   | Росія      | Станіслав Агкацев |
| 3  | ЗХ   | Бразилія   | Вітор Тормена     |
| 4  | ЗХ   | Бразилія   | Дієго Коста       |
| 6  | ПЗ   | Кабо-Верде | Кевін Піна        |
| 7  | НП   | Бразилія   | Віктор Са         |
| 8  | ПЗ   | Росія      | Данило Козлов     |
| 9  | НП   | Колумбія   | Джон Кордоба      |
| 10 | ПЗ   | Вірменія   | Едуард Сперцян    |
| 11 | НП   | Ангола     | Жуан Баши         |
| 13 | ВР   | Росія      | Юрій Дюпін        |

| №  | Поз. | Нац.     | Гравець            |
| -- | ---- | -------- | ------------------ |
| 15 | ЗХ   | Уругвай  | Лукас Оласа        |
| 18 | ПЗ   | Росія    | Юрій Газинський    |
| 19 | НП   | Росія    | Федір Смолов       |
| 20 | ЗХ   | Уругвай  | Джованні Гонсалес  |
| 31 | ПЗ   | Бразилія | Кайо Панталеан     |
| 40 | НП   | Нігерія  | Олакунле Оласегун  |
| 53 | ПЗ   | Росія    | Олександр Черніков |
| 88 | ПЗ   | Росія    | Микита Кривцов     |
| 90 | НП   | Нігерія  | Мозес Кобнан       |
| 98 | ЗХ   | Росія    | Сергій Петров      |

## Досягнення
Чемпіонат Росії
- Чемпіон: 2024/25
- 2-е місце: 2023/24
- 3-є місце (3): 2015, 2019, 2020.

Кубок Росії
- Фіналіст (2): 2013–2014, 2022–2023

Суперкубок Росії з футболу
- Фіналіст (2): 2024, 2025.

## Персоналії

### Тренери
- Кононов Олег Георгійович

### Футболісти
- Андреас Гранквіст
- Широков Роман
- Вандерсон ду Карму